# Urolophus mitosis
Urolophus mitosis é uma espécie de peixe da família Urolophidae.
É endémica da Austrália.
Os seus habitats naturais são: mar aberto.